# Castilleja venusta
Castilleja venusta es una especie de la familia Orobanchaceae.

## Descripción
Planta anual hasta de 8 cm de alto, tallo erecto, simple o ramificado cerca de la base, glanduloso-piloso, sobre todo en las partes superiores. Hojas cercanas a la base, enteras, lineares a oblongas; las de posición media o superior al tallo, pinnadas o profundamente pinnatífidas hasta de 1,2 cm de largo. Inflorescencias terminales racimosas; brácteas parecidas a las hojas, pero un poco menos profundamente partidas; cáliz tubular, de 9 a 16 cm de largo y de 2 a 4 mm de ancho; corola de 13 a 21 mm de largo, de color amarillo pálido, el tubo angostamente infundibuliforme, sus ápices redondeados a obtusos; filamentos de 4 a 6 mm de largo, anteras angostamente oblongas; ovario y estilo glabros con el ápice encorvado, estigma capitado. Cápsula ovoide de 6 a 7 mm de largo por 4 a 5 de ancho, glabra de color café claro, papilosa en la superficie externa; semillas de 1 mm de largo, de forma irregular.

## Distribución y hábitat
Esta especie es nativa del suroeste de México, en el estado de Guerrero.
Crece en bosques de suelos turbosos entre Pinus hartwegii y Abies con abundantes gramíneas y musgo.

## Estado de conservación
No se encuentra bajo ninguna categoría de riesgo en las normas mexicanas.